# Hayley Westenra
Hayley Westenra (Christchurch, 10 aprile 1987) è una cantante neozelandese di tradizioni celtiche e di stile crossover classico.
Canta nel registro di soprano e ha in repertorio, oltre a canzoni pop, anche arie e romanze tratte dall'opera lirica, come ad esempio O mio babbino caro, dal Gianni Schicchi di Puccini, contenuta nell'album Odyssey. Ha inciso, interpretando il ruolo di Maria, il musical di Leonard Bernstein West Side Story, una cui selezione è stata eseguita dal vivo dall'intero cast al Woburn LIVE 2007. Conosciuta anche per la sua attività filantropica e di impegno umanitario verso paesi dell'Africa e dei paesi in via di sviluppo, è tra le più giovani ambasciatrici dell'UNICEF.

## Biografia
Bambina prodigio, convinta vegetariana, figlia di Gerald e Jill Ireland, ha due fratelli (Sophie ed Isaac), e ha coltivato l'amore per la musica fin dall'infanzia; la nonna Shirley Ireland era una cantante e il nonno un pianista.
La sua attitudine per il canto e per lo spettacolo in generale si è manifestata in tenera età. A 6 anni si esibiva come voce solista in uno spettacolo teatrale natalizio – Little Star – organizzato nella sua scuola, la Cobham School. Al termine di una rappresentazione, un insegnante ha avvicinato i genitori di Hayley per incoraggiarli ad avviare la bambina allo studio della musica e canto. È stato così che ha iniziato a studiare violino, pianoforte e flauto dolce. Contestualmente ha continuato a partecipare a spettacoli musicali e di danza; a 11 anni era salita sul palcoscenico più di quaranta volte ricoprendo anche ruoli maschili.
A 12 anni, Westenra è entrata per la prima volta in uno studio di registrazione per l'incisione dell'album Walking in the Air, un demo creato a beneficio di amici e familiari e stampato in un migliaio di copie. Con la pubblicazione a larga diffusione, nel 2003, del suo album Pure ha preso avvio la carriera che l'ha portata in giro per il mondo facendone una star di livello internazionale.
Allieva dell'insegnante neozelandese di canto Dame Malvina Major Westenra ha inciso sia brani originali (ad esempio quello che accompagna i titoli di coda del film Disney Mulan II) quanto cover di note canzoni, come l'anthem irlandese Danny Boy, Shenandoah, Wuthering Heights, portata al successo negli anni settanta da Kate Bush, May It Be (di Enya, parte della colonna sonora de La Compagnia dell'Anello) e Into the West (di Annie Lennox, originariamente inserita in Il ritorno del re).

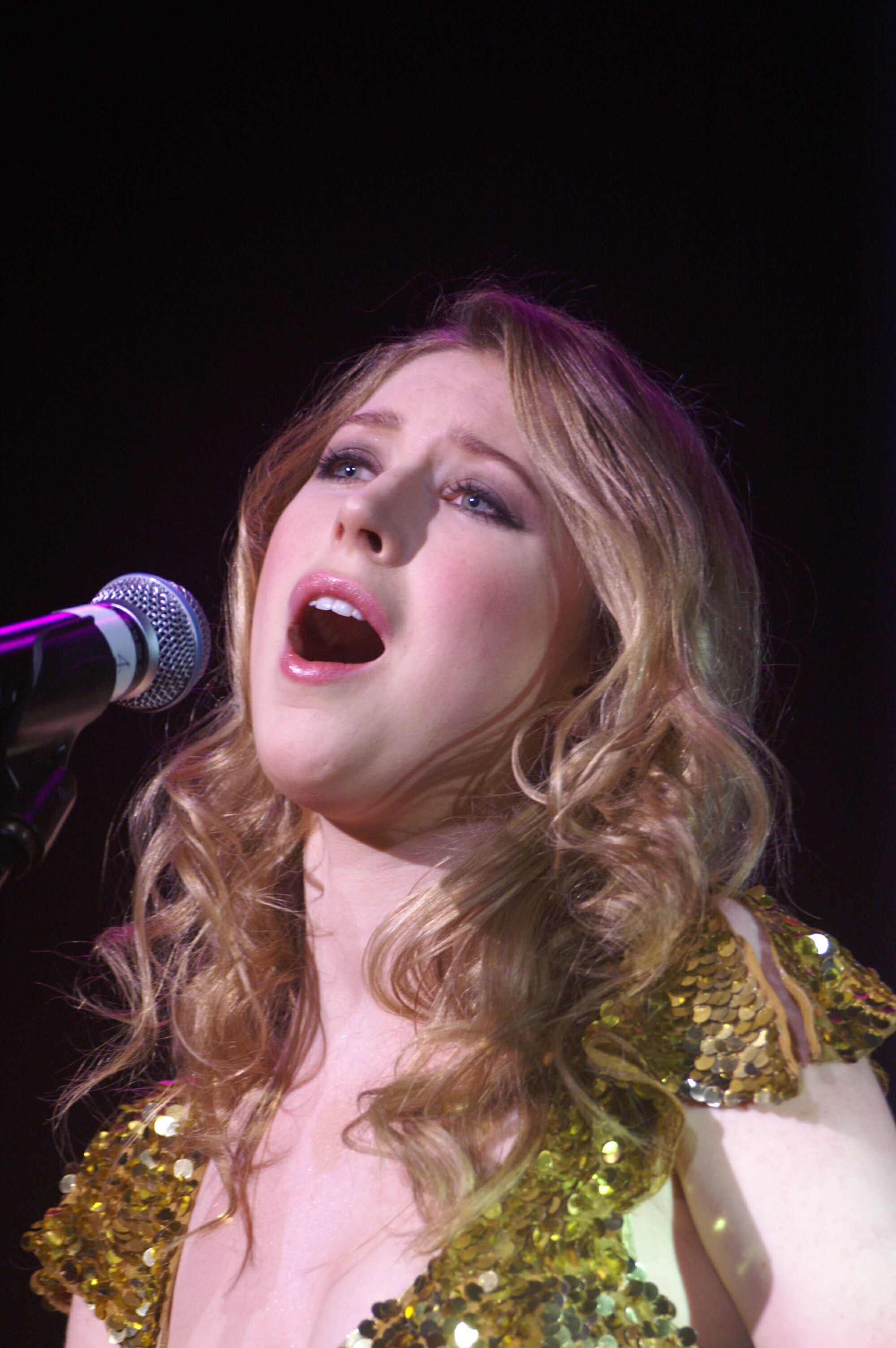
Hayley Westenra in concerto

Ha raggiunto la celebrità all'età di 16 anni con la pubblicazione, su scala internazionale, del suo primo album discografico, Pure, che ha raggiunto il primo posto nelle classifiche di vendita per la musica classica nel Regno Unito, totalizzando oltre 4 milioni di copie vendute diventando così l'album classico più venduto dal 2000 a oggi (circa ventimila copie nella prima settimana).
Nell'agosto del 2006 si è unita al gruppo musicale irlandese Celtic Woman, con il quale ha effettuato poi una tournée nel 2007 e ha registrato l'album Celtic Woman: A New Journey.
Sue canzoni sono state inserite fra le musiche del videogioco per il Nintendo Wii Endless Ocean (Prayer – dall'album Odyssey – ne è il motivo conduttore).
Sempre per il cinema ha inciso, oltre al brano di chiusura di Mulan II – la canzone Bridal Ballad, inserita nella colonna sonora de Il mercante di Venezia (2004) e il brano Listen to the Wind, per The New World - Il nuovo mondo (2005).
In duo con Andrea Bocelli ha cantato all'Università della California.
Nella primavera 2010 ha iniziato a lavorare su un nuovo album, Paradiso, con la collaborazione di Ennio Morricone. L'album è stato pubblicato in Nuova Zelanda il 18 aprile 2011, in Italia il 20 settembre. Il 15 settembre è stata ospite alla prima puntata della trasmissione Io canto (programma televisivo) condotta da Gerry Scotti e trasmessa in diretta su Canale 5 in prima serata.

## Discografia

### Album in studio internazionali
- 2003 - Pure
- 2005 - Odyssey
- 2007 - Treasure
- 2009 - Winter Magic/Christmas Magic
- 2011 - Paradiso
- 2013 - Hushabye

### Raccolte internazionali
- 2008 - River of Dreams: The Very Best of Hayley Westenra
- 2010 - The Best of Pure Voice

### Album in studio regionali
- 2000 - Walking in the Air
- 2001 - Hayley Westenra - Prima posizione in Nuova Zelanda per 4 settimane
- 2001 - My Gift to You
- 2008 - Hayley Sings Japanese Songs
- 2009 - Hayley Sings Japanese Songs 2
- 2011 - World in Union
- 2014 - Hayley Westenra - The Best